# Labeo sorex
Labeo sorex és una espècie de peix de la família dels ciprínids i de l'ordre dels cipriniformes.
Els adults poden assolir 35,2 cm de longitud total. Es troba al riu Congo.